# Adriano José da Silva
Adriano José da Silva (Timbaúba, 16 de abril de 1982; 43 anos) é um ex-lutador brasileiro de kickboxing, boxe e muay thai. Foi tetracampeão mundial da Union Mundial de Kickboxing (UMK) na categoria até 75 kg, além de conquistas regionais, nacionais e internacionais: Obteve o 1º Dan em Kickboxing e Muay Thai, conforme registros da UIAMA Internacional:

## Carreira
Iniciou na boxe em 2007, quando conquistou o título municipal em Timbaúba.
Entre 2011 e 2014, participou de diversos campeonatos mundiais na Argentina (Buenos Aires e Mar del Plata), buscando o terceiro título em 2014 com apoio local.
Em 2015, preparou-se para o tetracampeonato em Timbaúba, com cobertura da TV Esporte Interativo.

## Títulos
- Campeão de Boxe municipal – Timbaúba (2007)
- Campeão Brasileiro Full Contact – Santa Isabel (2010)
- Campeão Sul‑Americano Full Contact – Itaquera (2010)
- Campeão Intercontinental Full Contact – Santa Isabel (2010)
- Campeão Mundial (Amador) Full Contact – Buenos Aires (2011)
- Campeão Panamericano Low Kick – Mar del Plata (2012)
- Campeão Mundial Low Kick – Buenos Aires (2013, 2014, 2015)
- Tetracampeão mundial de Kickboxing (UMK) – Timbaúba (2015)